# Kapelle Linzenberg

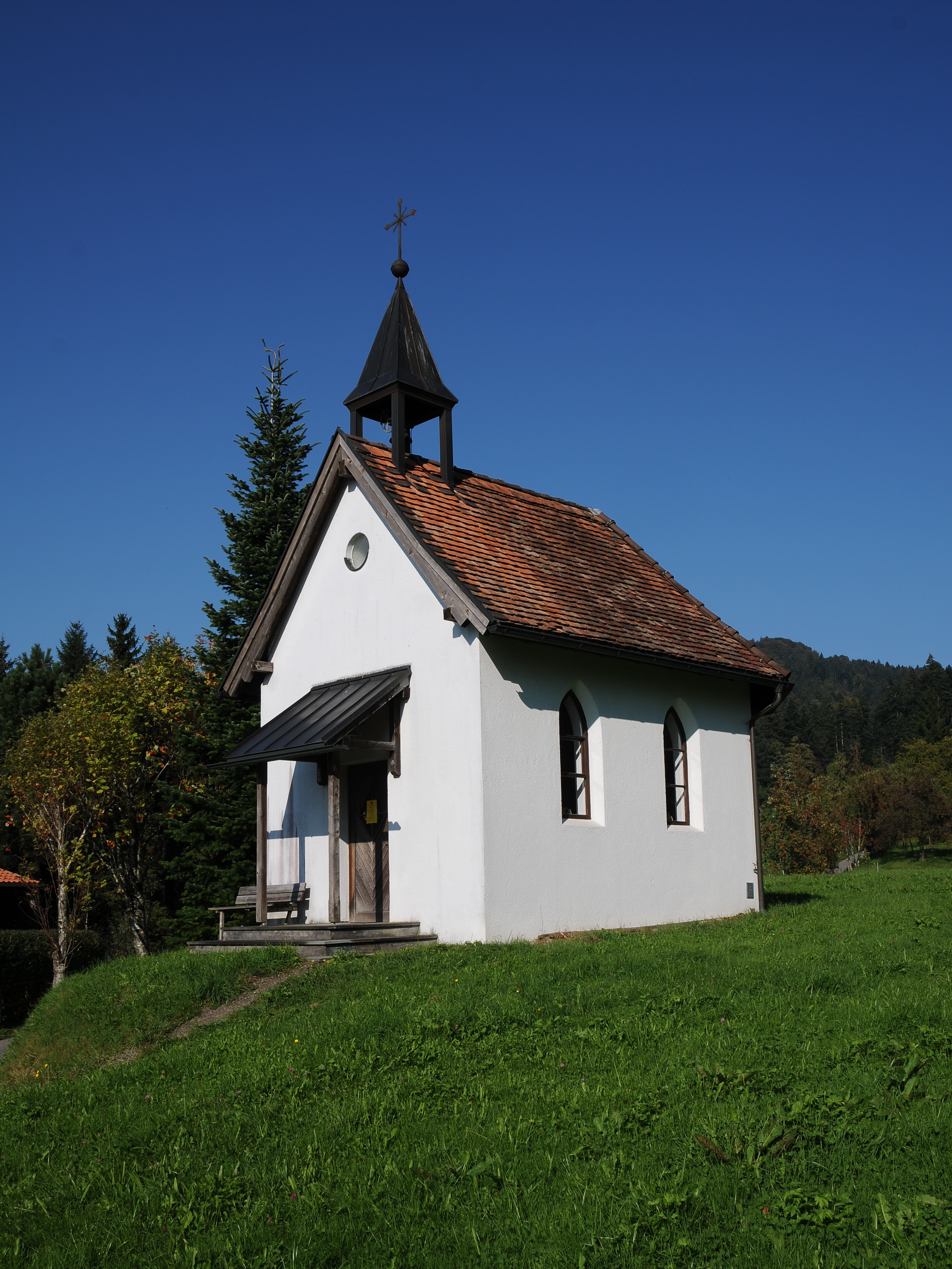
Kapelle am Linzenberg in Schwarzach (2011)

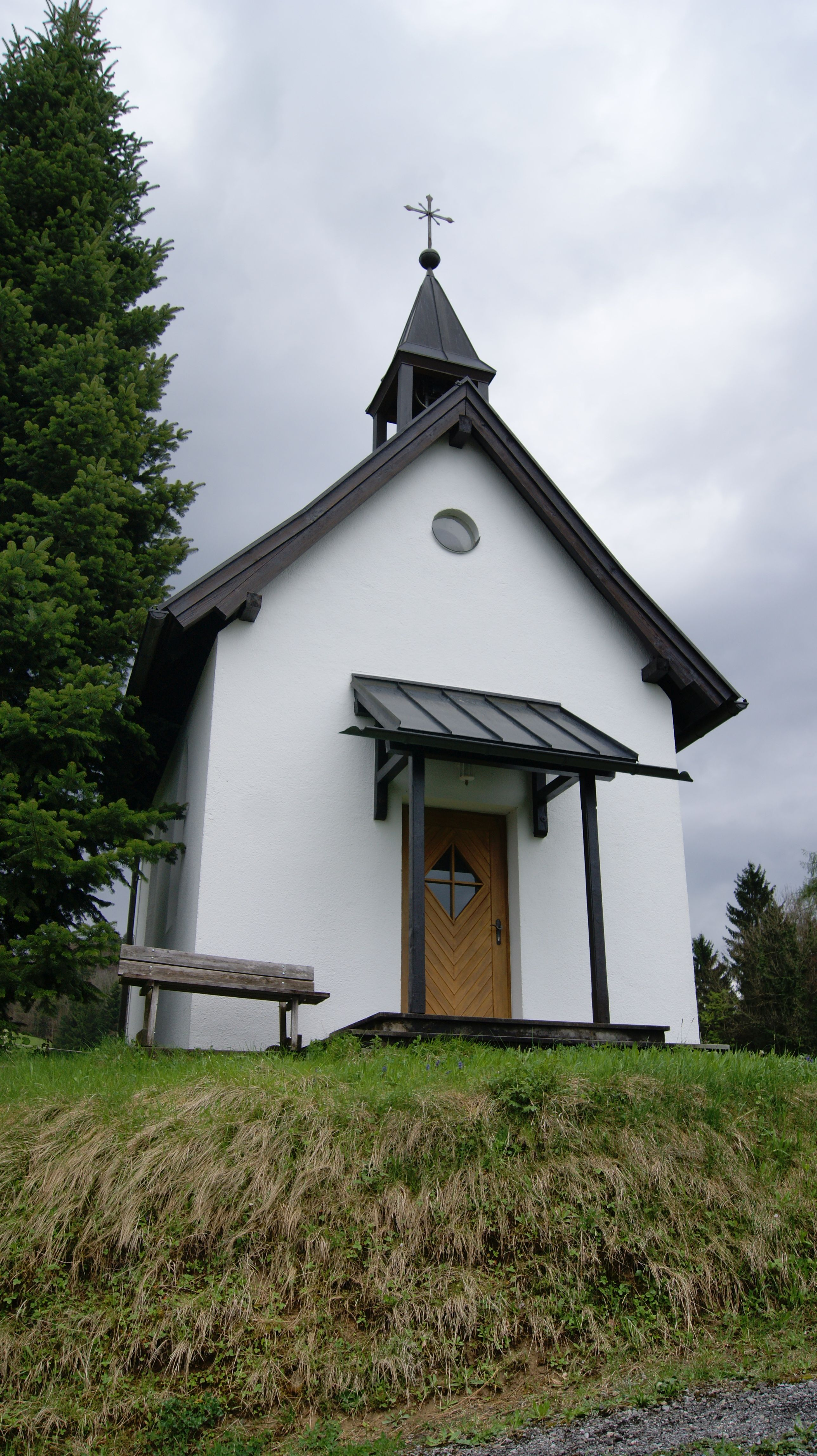
Vorderseite der Kapelle am Linzenberg in Schwarzach (2017)

Die römisch-katholische Kapelle Linzenberg (auch: Kapelle in Linzenberg bzw. Kapelle am Linzenberg) steht im Ortsteil Linzenberg der Gemeinde Schwarzach im Bezirk Bregenz in Vorarlberg. Die Kapelle gehört zur Pfarrkirche Schwarzach in Schwarzach und damit zum Dekanat Bregenz der Diözese Feldkirch. Die Kapelle ist der schmerzhaften Muttergottes geweiht.

## Lage
Die Kapelle steht in der Gemeinde Schwarzach auf dem sogenannten „Linzenberg“, einem Ausläufer des Bregenzerwaldgebirges. Die Kapelle selbst hat keine Hausnummer und ist vis-à-vis dem Haus Linzenberg 139 auf etwa 555 m ü. A. situiert, etwa 120 m bergwärts vom Heimatmuseum Schwarzach entfernt.

## Geschichte
Die Kapelle wurde in den 1870er Jahren durch Spenden errichtet. Als „Gründerin“ wird Agathe Schwendinger genannt. Ihr Vater, Johann Schwendinger, verkaufte 1937 die Kapelle mit anderen Grundstücken an Johann Rick aus Dornbirn, Hatlerdorf, der die Kapelle wiederum an Hermann Dür weiterverkaufte. Um 20 Schilling (1,45 EURO) verkaufte er die Kapelle mit Kaufvertrag vom 16. August 1937 an die Pfarre Schwarzach und stellte Pfarrer Leopold Berchtold der Kirche 41 Ar, 4 m² Wald aus seinem Eigentum zur Verfügung, damit „die Kapelle auf dem Linzenberg in baulich gutem Zustand“ erhalten bleibt.
In den 1970er Jahren war der bauliche Zustand so schlecht, dass nach langer Diskussion ein Neubau in der bisherigen Form erfolgte. Nach dem Abbruch ab dem 15. Juni 1985 begann der Wiederaufbau mit vielen freiwilligen Helfern und wurde die Kapelle am 11. September 1988 neu geweiht.

## Kapellenbau
Die eingeschoßige Kapelle ist ein nach allen Seiten freistehender sehr einfacher Steinbau mit etwa 6 m Giebelhöhe (Gesamthöhe mit Glockendachreiter etwa 8 m). Die Kapelle nimmt eine Fläche von rund 26 m² ein. Es handelt sich um einen Bau mit rechteckiger Grundform und annähernd West-Ost-Ausrichtung.
Die schlichte Türe und der viereckige, offene Glockendachreiter auf dem Satteldach mit vier Schallöffnungen befindet sich westlich. Das Satteldach ist mit Biberschwanzdachziegeln gedeckt und der Glockendachreiter mit Kupfer eingeschlagen. Der Bau selbst ist weitgehend weiß verputzt. Auf der südlichen und nördlichen Längsseite befinden sich je zwei Spitzbogenfenster in Holzrahmen.
Der Betraum und Altarraum sind voneinander nicht abgegrenzt und die Untersicht der Holzkonstruktion des Daches ist als besonderes Gestaltungselement in den Andachtsraum einbezogen.

## Ausstattung

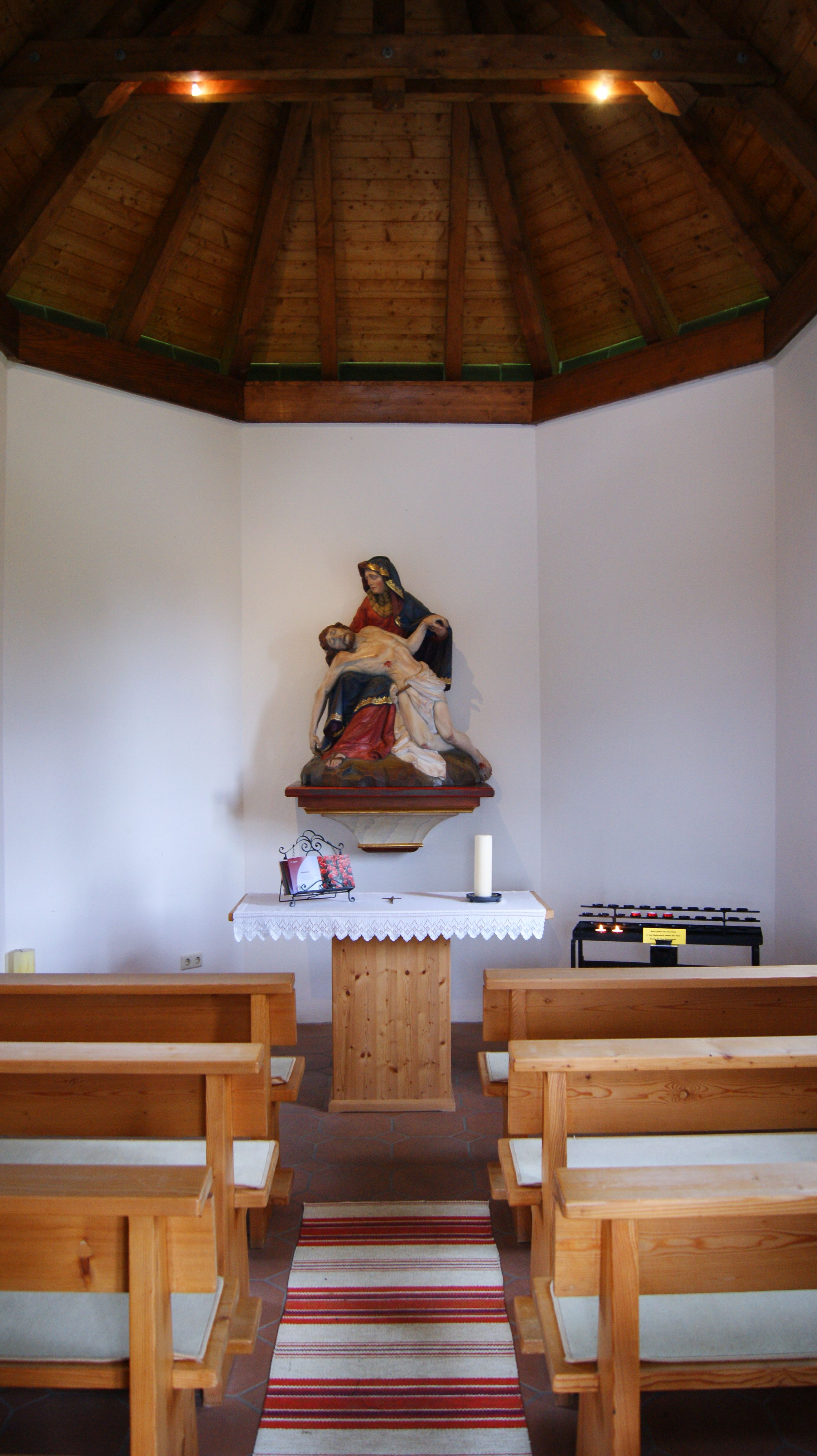
Betraum und Altar

Die Einrichtung ist schlicht gehalten mit einer Statue der Muttergottes mit dem vom Kreuz abgenommenen Jesus im Arm (Pietà) als Altarbild. Davor ein schlichter Volksaltar.
Die Kapellenbänke sind aus schlichtem, lackiertem Tannenholz und nicht mit Schnitzereien verziert. Es finden etwa 12 Personen sitzend in der Kapelle Platz.
Im Glockendachreiter befindet sich eine von außen gut sichtbare Glocke, die zu besonderen Anlässen geläutet wird. Die Glocke wurde von Werner Böhler gestiftet.